# Svenska mästerskapen i dressyr 2012
Svenska mästerskapen i dressyr 2012 avgjordes i Flyinge. Tävlingen var den 62:e upplagan av Svenska mästerskapen i dressyr.

## Resultat
| Placering | Ryttare         | Häst      |
| --------- | --------------- | --------- |
| 1         | Eva Ulf         | Caruso    |
| 2         | Malin Hamilton  | Fleetwood |
| 3         | Maria von Essen | Ferdi     |